# Roy Andersson (reżyser)
Roy Andersson (ur. 31 marca 1943 w Göteborgu) – szwedzki reżyser i scenarzysta filmowy.

## Życiorys
Zadebiutował z sukcesem filmem Historia miłosna (1970), nagrodzonym na 20. MFF w Berlinie. Po negatywnie przyjętym drugim obrazie Giliap (1975) reżyser wycofał się na ćwierć wieku z realizacji kolejnych projektów fabularnych. W latach 1975–1999 poświęcił się głównie filmom reklamowym – był autorem reklam m.in. dla Lotto, Trygg-Hansa, Volvo, Air France, Citroëna. W tym celu powołał też do życia Studio 24 (1981).
Na scenę festiwalową powrócił w 1987 filmem krótkometrażowym Någonting har hänt a także cztery lata późniejszym Härlig är jorden. Właśnie w filmach o krótkim metrażu rozwinął swój specyficzny styl, polegający na wykonywaniu długich ujęć kamery.
W 2000 wyreżyserował głośny film Pieśni z drugiego piętra, który został znakomicie przyjęty przez krytykę i przyniósł mu Nagrodę Specjalną Jury na 53. MFF w Cannes oraz pięć nagród Szwedzkiego Instytutu Filmowego (Guldbagge). W 2014 za obraz Gołąb przysiadł na gałęzi i rozmyśla o istnieniu reżyser otrzymał Złotego Lwa na 71. MFF w Wenecji.
Najnowszą produkcją szwedzkiego filmowca jest O nieskończoności (2019), za którą otrzymał Srebrnego Lwa dla najlepszego reżysera na 76. MFF w Wenecji.

## Filmografia

### Reżyser
- 2019: Om det oändliga (pol. O nieskończoności)
- 2014: En Duva satt på en gren och funderade på tillvaron (pol. Gołąb przysiadł na gałęzi i rozmyśla o istnieniu)
- 2007: Du levande (pol. Do ciebie, człowieku)
- 2000: Sånger från andra våningen (pol. Pieśni z drugiego piętra)
- 1991: Härlig är jorden (pol. Ziemia jest wspaniała)
- 1987: Någonting har hänt (pol. Coś się stało)
- 1975: Giliap
- 1970: En kärlekshistoria (pol. Historia miłosna)